# Зорница (Благоевградская область)
Зорница (болг. Зорница) — село в Благоевградской области Болгарии. Входит в состав общины Сандански. Находится примерно в 11 км к юго-востоку от центра города Сандански и примерно в 64 км к югу от центра города Благоевград. По данным переписи населения 2011 года, в селе  проживало 92 человека, преобладающая национальность — болгары.

## Население
| Год     | 1934 | 1946 | 1956 | 1965 | 1975 | 1985 | 1992 | 2001 | 2011 |
| ------- | ---- | ---- | ---- | ---- | ---- | ---- | ---- | ---- | ---- |
| Жителей | 75   | 112  | 117  | 154  | 148  | 118  | 104  | 87   | 92   |

|  |